# Astragalus hamadanus
Astragalus hamadanus är en ärtväxtart som beskrevs av Pierre Edmond Boissier. Astragalus hamadanus ingår i släktet vedlar, och familjen ärtväxter. Inga underarter finns listade i Catalogue of Life.